# St. Lorenz (Gemeinde Rossatz-Arnsdorf)
St. Lorenz (auch St. Lorenzen) ist eine Ortschaft der Gemeinde Rossatz-Arnsdorf in Niederösterreich.

## Geografie
Der kleine Ort befindet sich gegenüber von Weißenkirchen in der Wachau, mit dem er mittels Rollfähre verbunden ist.

## Geschichte
Laut Adressbuch von Österreich war im Jahr 1938 in St. Lorenz ein Gastwirt ansässig.

## Kultur und Sehenswürdigkeiten
Die Filialkirche St. Lorenz steht an einer Engstelle zwischen Felsabfall und Donau. Sie wurde – vermutlich im 12. Jahrhundert – südseitig an einen Wachturm des Donaulimes aus dem 4. Jahrhundert angebaut; der Steinhelm des Turmes lässt sich anhand der bauzeitlichen Schalungskonstruktion auf das Jahr 1286 datieren. Die Kirche, die als Andachtsstelle für Schiffer errichtet wurde, zählt zu den kleinsten Gotteshäusern in der Wachau. Neben der Fährstation wurde 2014 die Wachauer Nase, eine ca. vier Meter hohe Skulptur, durch die Künstlergruppe Gelitin errichtet. Südöstlich des Ortes liegt oberhalb der Bundesstraße 33 der 1689 erbaute und 1989 wiederhergestellte Kalvarienberg als Endstation eines Kreuzweges, der mit sieben Breitpfeilern von Rossatz her führt.

## Mahnmal Friedenskreuz St. Lorenz
Durch den Wald oberhalb der Ortschaft führt der Welterbesteig, wo sich bei einem Aussichtsplatz das Friedenskreuz befindet. Es wurde ursprünglich in den 1960ern von ehemaligen Mitgliedern der Kampfgruppe Jokisch vom Ortsverband Weißenkirchen des Österreichischen Kameradschaftsbundes errichtet. Nachdem die Gedenkstätte zunehmend von Kameradschaftsverbänden vereinnahmt und mit ideologisch aufgeladenen Attributen wie einem Wehrmachtshelm und einem Lorbeerkranz ergänzt wurde, gestaltete der Künstler Martin Krenn im Jahre 2016 das Mahnmal neu. Mit der Fotomontage „Deutsche Eicheln 1933“ des Grafikers John Heartfield, die einen kleinwüchsigen Führer zeigt, der eine Eiche gießt, veröffentlicht in der Arbeiter-Illustrierte-Zeitung im Jahr 1933, zeigt Krenn, dass man durchaus erkennen konnte, wohin Kriegsverherrlichung und Faschismus führen.
Nachforschungen der Historiker Gregor Kremser und Robert Streibel ergaben zudem, dass die Kampfgruppe Jokisch, benannt nach dem Kommandanten Bernhard Jockisch Teil der 187. Reservedivision war, die im heutigen Kroatien, Bosnien-Herzegowina und in Weißrussland eingesetzt wurde. Ursprünglich mit der Ausbildung von Rekruten befasst, war diese Einheit ab 1943 an „Sühnemaßnahmen“ beteiligt, wobei Ortschaften niedergebrannt, Geiseln genommen und Zivilisten ermordet wurden. Auf diese Umstände wird mittels einer Informationstafel hingewiesen.